# Hommage à Gabriel Fauré
L'Hommage à Gabriel Fauré est une œuvre collective d'une durée totale de 22 minutes, commandée par La Revue musicale en octobre 1922, à laquelle ont contribué sept élèves de Gabriel Fauré au Conservatoire de Paris : Maurice Ravel, Georges Enesco, Louis Aubert, Florent Schmitt, Charles Koechlin, Paul Ladmirault et Jean Roger-Ducasse.

## Présentation
Cet hommage musical rendu à Fauré se fait de manière collective lorsque Henri Prunières, directeur de La Revue musicale, commande un numéro spécial en octobre 1922 avec un article pour la revue et une pièce de circonstance publiée en annexe, commande comparable à celle du Tombeau de Claude Debussy en 1920. La première pièce exceptée, pour violon et piano, la partition se présente comme « sept pièces de piano » ou en réduction pour piano :
1. Maurice Ravel — Berceuse sur le nom de Gabriel Fauré à 
[3],
2. Georges Enesco — Molto moderato e cantabile à 
[4],
3. Louis Aubert — Esquisse sur le nom de Fauré, Moderato à 
[5],
4. Florent Schmitt — Rapide, avec des changements de mesure incessants : 
, 
, 
, 
, 
, 
[6]  et même
[7],
5. Charles Koechlin — Choral sur le nom de Fauré, non mesuré, Andante, calme et très expressif[8] (op.73bis[9]),
6. Paul Ladmirault — Allegro moderato, marcato à deux temps ()[10] avec un trio Espressivo e poco rubato[11],
7. Roger-Ducasse — Poème symphonique à 
, D'une extrême lenteur[12].

## Créations
Les sept pièces ont été créées ensemble le 13 décembre 1922 au 88e concert de la S.M.I. avec Hélène Jourdan-Morhange au violon pour la Berceuse sur le nom de Gabriel Fauré de Maurice Ravel, et Madeleine Grovlez pour les morceaux de piano, avec le concours de Daniel Éricourt pour le morceau pour deux pianos de Roger-Ducasse.
La Berceuse sur le nom de Gabriel Fauré de Maurice Ravel avait été créée, seule, à Milan le 28 octobre 1922, par Maurice Ravel au piano et Remy Principe au violon.
Le Poème symphonique de Roger-Ducasse a été présenté en concert le 22 avril 1923 aux concerts Pasdeloup, sous la direction de Rhené-Baton.

## Analyse
Les œuvres sont construites autour d'un motif bâti sur la transposition en notes du nom de Fauré : « F.A.U.R.E. » (fa.la.sol.ré.mi). 
Le procédé consiste, à l'instar du motif BACH, à donner aux lettres de l'alphabet une correspondance sous forme de notes de musique : c'est un cryptogramme musical (ou une anagramme musicale selon la terminologie du musicologue Jacques Chailley). La « clé » utilisée, qualifiée « d'anglaise » par Jacques Chailley, dans le sens où le « B » représente un si naturel et non un si bémol comme en allemand (selon la désignation des notes de musique en fonction de la langue) peut se visualiser ainsi :
| do | ré | mi | fa | sol | la | si |
| -- | -- | -- | -- | --- | -- | -- |
| –  | –  | –  | –  | –   | A  | B  |
| C  | D  | E  | F  | G   | H  | I  |
| J  | K  | L  | M  | N   | O  | P  |
| Q  | R  | S  | T  | U   | V  | W  |
| X  | Y  | Z  |    |     |    |    |

Si Enesco, Aubert, Koechlin, Ladmirault et Roger-Ducasse se contentent du nom de « Fauré », Maurice Ravel et Florent Schmitt intègrent également à leur contribution le prénom du compositeur, « Gabriel ».
Musicalement, Jean-Michel Nectoux relève « la Berceuse de Ravel, le Poème symphonique de Roger-Ducasse et la pièce pour piano de Koechlin [qui] se distinguent par leur beauté ».
Dans le détail, se succèdent :

### Maurice Ravel
La partition composée pour le recueil collectif par Maurice Ravel est la Berceuse sur le nom de Gabriel Fauré, pour violon et piano, qui a notamment fait l'objet d'analyses plus approfondies par Vladimir Jankélévitch et François-René Tranchefort.

### Georges Enesco
La contribution d'Enesco, Hommage, est une courte pièce pour piano en ut majeur, molto moderato e cantabile, composée à partir des cinq notes données sur le nom de Fauré : fa-la-sol-ré-mi. Pour Guy Sacre, la partition, « impalpable, indécise, avec le brouillard de son accompagnement d'arpèges (« harmonieux et voilé ») et le flou de sa modulation perpétuelle », rappelle le style de Scriabine.
La durée moyenne d'exécution de l’œuvre est de deux minutes environ.

### Louis Aubert
La pièce d'Aubert, Esquisse sur le nom de Fauré, est la dernière œuvre pour piano seul du compositeur. Elle consiste en deux pages de musique en si bémol majeur, moderato, qui selon Guy Sacre sont étranges, « à la fois mélancoliques et sereines, détachées de leur propos même ».
La durée moyenne d'exécution de l’œuvre est de deux minutes trente environ. La partition est également publiée par Durand.

### Florent Schmitt
L'hommage pour piano de Schmitt est Sur le nom de Gabriel Fauré, op. 72,.
Dans la partition, le compositeur dissocie les notes correspondant à « Gabriel » de celles associées à « Fauré ». Le nom du maître fournit un thème de scherzo ainsi qu'un thème de valse tandis que le prénom donne une « phrase caressante, chuchotée, baignée d'arpèges », un peu à la manière de Fauré, « apportant à l'effervescence du premier sujet un contraste expressif inattendu », selon les mots d'Alfred Cortot, qui souligne le « vivant dialogue [qui] s'établit entre ces deux thèmes ».
La durée moyenne d'exécution de l’œuvre est de trois minutes trente environ. Schmitt réalise en 1935 une orchestration de la pièce, sous le titre de Scherzo sur le nom de Gabriel Fauré, qu'il joint à Cippus feralis pour forme le diptyque In memoriam.

### Charles Koechlin
La contribution de Koechlin est le Choral sur le nom de Fauré, op.73bis.
La durée moyenne d'exécution de l’œuvre est de deux minutes environ. La pièce existe également dans une version pour orchestre à cordes, arrangée en 1933 par Koechlin.

### Paul Ladmirault
L'Hommage à Fauré de Ladmirault est basé sur les notes correspondant au nom de Fauré (fa-la-sol-ré-mi), d'abord sous la forme d'une sorte de chant populaire, en ré mineur, allegro moderato, « aux inflexions mélancoliques, aux cadences modales, qui eût pu naître sur le biniou d'un pâtre breton », puis sous une forme plus élaborée, un trio en si bémol majeur, espressivo e poco rubato, « aux lignes souples, aux arpèges ondoyants, aux modulations raffinées ».
La durée moyenne d'exécution de l’œuvre est de trois minutes environ.

### Jean Roger-Ducasse
Roger-Ducasse ne pouvait « qu'être heureux de manifester son attachement à Fauré, mais il a horreur de travailler sur commande ». Jacques Depaulis considère cependant que dans ce Poème sur le nom de Gabriel Fauré, « il a su exprimer toute sa tendresse ».
La durée moyenne d'exécution de l’œuvre est de neuf minutes environ.

## Discographie
- Margaret Fingerhut (en) : Hommage à Joseph Haydn, Hommage à Albert Roussel, Hommage à Gabriel Fauré, Chandos Records, CHAN 8578
- Andrey Kasparov (en) & Oksana Lutsyshyn (en): Hommage à Gabriel Fauré, avec le Tombeau de Claude Debussy, Albany Records, TR 0922

Certaines pièces séparées ont été intégrées dans des enregistrements d'« Intégrales » pour piano :
- Georges Enesco : Œuvres pour piano, par Cristian Petrescu (juillet 1994 et mars 1995, 3 CD Accord 476 2395)
- Louis Aubert : Piano Works, par Cristina Ariagno (2008, Brilliant Classics 9064)
- Paul Ladmirault : L'Œuvre pour piano, par Louis-Claude Thirion (1995, Skarbo SK 1962)

### Éditions
- Hommage musical à Gabriel Fauré : Sept pièces de piano sur le nom de Fauré par Maurice Ravel, Georges Enesco, Louis Aubert, Florent Schmitt, Charles Koechlin, Paul Ladmirault et Jean Roger-Ducasse, Paris, La Revue musicale, octobre 1922

### Ouvrages généraux
- Alfred Cortot, La musique française de piano, Paris, Presses universitaires de France, coll. « Quadrige », 1981, 762 p. (ISBN 2-13-037278-3)
- Guy Sacre, La musique de piano : dictionnaire des compositeurs et des œuvres, Paris, Robert Laffont, coll. « Bouquins », 1998, 2998 p.

### Monographies
- Aude Caillet, Charles Koechlin : L'Art de la liberté, Anglet, Séguier, coll. « Carré Musique », 2001, 214 p. (ISBN 2-84049-255-5)
- Jacques Depaulis, Roger-Ducasse, Anglet, Séguier, coll. « Carré Musique », 2001, 154 p. (ISBN 2-84049-252-0)
- Vladimir Jankélévitch, Ravel, Paris, Seuil, coll. « Solfèges », 1956, rééd. 1995, 220 p. (ISBN 978-2-02-023490-0 et 2-02-023490-4)
- Jean-Michel Nectoux, Fauré, Paris, Seuil, coll. « Solfèges », 1995 (1re éd. 1972), 256 p. (ISBN 2-02-023488-2, OCLC 896791)

### Articles
- « Maurice Ravel » par François-René Tranchefort (dir.), Guide de la musique de chambre, Paris, Fayard, coll. « Les Indispensables de la musique », 1987, 995 p. (ISBN 2-213-02403-0, OCLC 21318922, BNF 35064530), p. 726-732.
- Jacques Chailley, « Anagrammes musicales et "langages communicables" », Revue de musicologie, vol. 67, no 1,‎ 1981, p. 69–79 (lire en ligne).